# Predsednik vlade Slovaške
Predsednik vlade Slovaške (slovaško: Predseda vlády Slovenskej republiky) je vodja Vlade Republike Slovaške. Formalno je nosilec te funkcije tretja najvišja uradna persona na Slovaškem, takoj za predsednikom republike in predsednikom državnega sveta; v praksi je premier vodilna politična osebnost države.

## Zgodovina
Kabinet predsednika slovaške vlade je bil ustanovljen leta 1969 z ustavnim zakonom o Češkoslovaški federaciji. Podoben urad je obstajal od leta 1918, ko so različni uradniki predsedovali izvršnim organom, ki so upravljali slovaški del Češkoslovaške oziroma slovaško državo.

## Pristojnosti
Ker je Slovaška parlamentarna republika, je predsednik vlade odgovoren državnemu svetu. Slovaška ustava določa, da mora vsak predsednik vlade ob imenovanju na to funkcijo pridobiti in nato ohraniti zaupanje parlamenta. Takoj, ko premier izgubi zaupanje, ga mora predsednik razrešiti in imenovati novega predsednika vlade ali razrešenega predsednika vlade pooblastiti, da opravlja le tekoče posle.
Premier je najmočnejša državna funkcija, saj predseduje vladi. Čeprav ministrov v kabinetu ne imenuje predsednik vlade, temveč predsednik države, pa jih le-ta imenuje po nasvetu predsednika vlade.

## Imenovanje
Imenovani slovaški premier (slovaško: designovaný predseda vlády) je neuradni naslov osebe, ki ji je predsednik Slovaške republike zaupal oblikovanje nove vlade in zamenjavo odhajajočega predsednika vlade. Ta naslov, pa tudi pooblastilo predsednika, da zaupa imenovanemu premierju, ni določen z aktom, temveč je pravna ali natančneje ustavna tradicija. Po tej tradiciji predsednik imenuje osebo, ki ima podporo večine poslancev v Državnem svetu.

## Seznam

### Češkoslovaška (1989-1992)
- Milan Čič, 10. december 1989-27. junij 1990
- Vladimir Mečiar, 27. junij 1990-6. maj 1991
- Ján Čarnogurský, 6. maj 1991-24. junij 1992

### Slovaška republika (1993- )
| #   | Portret          | Predsednik       | Mandat            | Mandat            | Mandat | Politična stranka |
| #   | Portret          | Predsednik       | Začetek           | Konec             | Dnevi  | Politična stranka |
| --- | ---------------- | ---------------- | ----------------- | ----------------- | ------ | ----------------- |
| 1   |                  | Vladimír Mečiar  | 24. junij 1992    | 15. marec 1994    | 629    | (HZDS)            |
| 2   |                  | Jozef Moravčík   | 15. marec 1994    | 13. december 1994 | 273    | (DEÚS)            |
| (1) |                  | Vladimír Mečiar  | 13. december 1994 | 30. oktober 1998  | 1417   | (HZDS)            |
| 3   |                  | Mikuláš Dzurinda | 30. okober 1998   | 15. oktober 2002  | 2804   | (SDK)             |
| 3   | 16. oktober 2002 | Mikuláš Dzurinda | 4. julij 2006     | (SDKÚ)            | 2804   |                   |
| 4   |                  | Robert Fico      | 4. julij 2006     | 8. julij 2010     | 1465   | (SMER-SD)         |
| 5   |                  | Iveta Radičová   | 8. julij 2010     | 4. april 2012     | 636    | (SDKÚ-DS)         |
| (4) |                  | Robert Fico      | 4. april 2012     | 23. marec 2016    | 4713   | (SMER-SD)         |
| (4) | 23. marec 2016   | Robert Fico      | 22. marec 2018    |                   | 4713   | (SMER-SD)         |
| 6   |                  | Peter Pellegrini | 22. marec 2018    | 21. marec 2020    | 730    | (SMER-SD)         |
| 7   |                  | Igor Matovič     | 21. marec 2020    | 1. april 2021     | 376    | (OĽaNO)           |
| 8   |                  | Eduard Heger     | 1. april 2021     | 23. maj 2023      | 813    | (OĽaNO)           |
| 9   |                  | Ľudovít Ódor     | 23. maj 2023      | 25. oktober 2023  | 124    | neodvisen         |
| (4) |                  | Robert Fico      | 25. oktober 2023  |                   | 492    | (SMER)            |